# Arouquesa

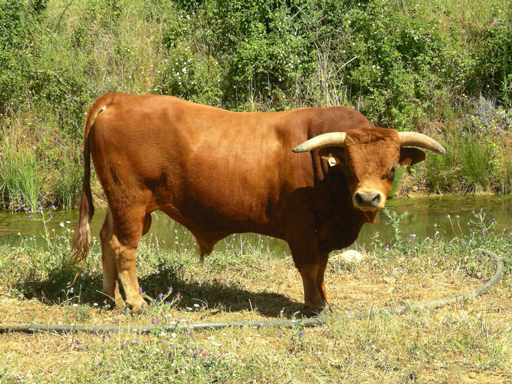
Arouquesa

Arouquesa är en koras från Portugal. Kons mankhöjd är ca 123 cm, tjurens ca 134 cm, vilket gör att rasen kan beskrivas som en liten ras. Kon väger 360-430 kg, tjuren 700-900 kg. Pälsen är ljust brun. De vida hornen är riktade framåt, först ner och sen upp. Arouquesa är anpassad för att leva i bergen - dess bakben är mycket muskulösa. I början av 1900-talet exporterades ofta oxar till Storbritannien för sitt kött. 1902 vann Arouquesaköttet pris för bästa köttet i Paris. I Portugal räknas rasen som den bästa för köttproduktion. Djuren är väldigt långlivade och varje ko kan under sin livstid föda 16-18 kalvar.